# حشره‌خوار وراکروز
 حشره‌خوار وراکروز (نام علمی: Sorex veraecrucis) نام یک گونه از سرده حشره‌خوارهای دم‌دراز است.